# Goose Neck (Mockingigh Lake)
Goose Neck – zatoka (ang. bay) jeziora Mockingigh Lake w kanadyjskiej prowincji Nowa Szkocja, w hrabstwie Hants; nazwa urzędowo zatwierdzona 25 września 1975.